# ステファン・デ・フライ
ステファン・デ・フライ（Stefan de Vrij, 1992年2月5日 - ）は、オランダ・南ホラント州オウダーケルク・アーン・デン・エイセル出身のサッカー選手。同国代表。セリエA・インテル・ミラノ所属。ポジションはDF（CB）。

## 生い立ち
オランダ・南ホラント州オウダーケルク・アーン・デン・エイセルで育った。彼は、地域のクラブであるVV Spiritの選手であったヤン・デ・フライの末子であり、ステファンもVV Spiritでキャリアをスタートさせた。父を除いては、デ・フライが家族において唯一のサッカー選手である。彼の兄であるニルスとエリックは若い頃サッカーをプレイしていたが、弟のステファンのように才能に恵まれてはいなかった。

## クラブ経歴

### ユース
デ・フライは、地元オウダーケルク・アーン・デン・エイセルのクラブVV Spiritで5シーズンプレイした。10歳の時に、フェイエノールトのセレクションに参加し、様々なトレーニングセッションやARCとの親善試合を行った後、フェイエノールトユースに加入。VV Spiritでは主にセンターMFとしてプレイしたが、フェイエノールトではディフェンダーに転向した。フェイエノールトのU-15でプレイした後、U-17に飛び級した。

### フェイエノールト
2009年7月17日、フェイエノールトと2012年夏までのプロ契約を交わした。2009年9月24日にフェイエノールトのトップチームにデビューした。KNVBカップのハルケマセ・ボーイズ戦 (0-5) で、58分にケルヴィン・レールダムと交代出場しデビュー。2009年12月6日、FCフローニンゲンとのホームゲーム (3-1) で、89分にデニー・ランツァートと交代しエールディヴィジデビューを果たした。
2010年1月のトルコでのトレーニングキャンプで好印象を残すと、ダニ・フェルナンデスとケルヴィン・レールダムの負傷により右サイドバックとしてスタメン出場のチャンスを得る。2011年1月のアヤックス・アムステルダム戦で2-0の敗戦を喫した後に、マリオ・ベーン監督にチームの組み立て能力の低さを指摘され低調なシーズンを送っていたアンドレ・バイーアを外してデ・フライを起用することを決意。高い評価を受け、不動のレギュラーに定着した。最終順位は10位とクラブが苦しいシーズンを送ったにも関わらず、「フェイエノールトに残るのは罰じゃない」とシーズン終了後に新契約にサインした。
2011-12シーズンに就任したロナルド・クーマン新監督の信頼もつかみ、10月23日にアムステルダム・アレナで行われたアヤックスとのデ・クラシケル (1-1)では先制ゴールを決めた。数週間後にデ･フライは右足首を負傷、キャリア初の長期離脱を経験する。新CBとして同年代のブルーノ・マルティンス・インディのブレイクもあって完治後もレギュラー復帰まで時間がかかったが、シーズン終盤にはスタメンに戻った。フェイエノールトはこのシーズンを2位で終え、再び高い評価を得たデ・フライは2012年夏の欧州選手権に臨むオランダ代表のプレセレクションにも選ばれた。
2012-13シーズンにはロン・フラールの移籍を受けて20歳の若さでフェイエノールトのキャプテンに任命された。シーズン序盤に再び足首を痛め、復帰直後にはハムストリングの負傷で離脱を余儀なくされたが10月28日に行われたデ・カイプでのアヤックスとのデ・クラシケル (2-2)で復帰した。

### ラツィオ
2014年7月30日、SSラツィオに移籍した。2015-16シーズンは怪我の為わずか5試合（リーグ戦2試合）の出場となった。2016-17シーズン、キエーヴォ・ヴェローナ戦でラツィオでの初ゴールを記録した。
2017-18シーズンには主力としてラツィオの躍進に貢献したものの、シーズン後半戦に契約延長交渉が決裂しシーズン終了後の退団が決定した。

### インテル
2018年7月2日、インテル・ミラノへ自由契約で加入し5年契約を結んだ。2019-20シーズン、チームのリーグ最少失点とチャンピオンズリーグ出場権獲得に貢献、リーグの年間最優秀DF賞を受賞した。

## 代表経歴

### 年代別代表
フェイエノールトにおける成長が目に留まり、すぐに年代別オランダ代表に招集された。2007年11月21日、U-16ウクライナ代表との親善試合でU-16オランダ代表デビューし、勝利に貢献した。
ドイツで開催されたUEFA U-17欧州選手権2009に参加。7人のフェイエノールト所属選手が含まれるU-17オランダ代表は決勝に進出し、延長戦でドイツに破れたものの (2-1) 準優勝した。デ・フライは、センターバックとしてディコ・コペルスとコンビを組み、全ての試合にフル出場した。ナイジェリアで開催された2009 FIFA U-17ワールドカップにも参加した。
2024年に行われたUEFA EURO 2024では、準々決勝トルコとの対戦で1-1の同点に追いつくゴールを決めて準決勝進出に貢献した。

### オランダ代表
2012年8月15日、ベルギーとの親善試合でA代表デビュー。
2014 FIFAワールドカップではオランダ代表に選出され、2014年6月13日のグループリーグ初戦、スペイン戦で代表初得点を挙げた。この大会でデ・フライはオランダの全7試合に先発出場し、7試合で4失点に抑え3位で大会を終える原動力となった守備の中心として貢献。大会後には大会公式のベストイレブンに選出され、またアルメーヘン･ダッハブラッドによって最優秀選手に選ばれている。
2022年11月、2022 FIFAワールドカップに臨むオランダ代表に選出された。

## 個人成績

### クラブ
| クラブ成績 | クラブ成績       | クラブ成績       | リーグ | リーグ | カップ | カップ | 国際大会   | 国際大会   | 通算 | 通算 |
| シーズン   | クラブ           | リーグ           | 出場   | 得点   | 出場   | 得点   | 出場       | 得点       | 出場 | 得点 |
| オランダ   | オランダ         | オランダ         | リーグ | リーグ | KNVB杯 | KNVB杯 | ヨーロッパ | ヨーロッパ | 通算 | 通算 |
| ---------- | ---------------- | ---------------- | ------ | ------ | ------ | ------ | ---------- | ---------- | ---- | ---- |
| 2009–10    | フェイエノールト | エールディヴィジ | 17     | 1      | 4      | 0      | –          | –          | 21   | 1    |
| 2010-11    | フェイエノールト | エールディヴィジ | 30     | 1      | 1      | 0      | 2          | 0          | 33   | 1    |
| 2011-12    | フェイエノールト | エールディヴィジ | 30     | 1      | 2      | 0      | –          | –          | 32   | 1    |
| 2012-13    | フェイエノールト | エールディヴィジ | 26     | 0      | 3      | 0      | 3          | 0          | 32   | 0    |
| 2013-14    | フェイエノールト | エールディヴィジ | 32     | 4      | 1      | 0      | 2          | 0          | 35   | 4    |
| 通算       | オランダ         | オランダ         | 135    | 7      | 11     | 0      | 7          | 0          | 153  | 7    |
| 総通算     | 総通算           | 総通算           | 135    | 7      | 11     | 0      | 7          | 0          | 153  | 7    |

## 代表歴

### 出場大会
- オランダ代表
  - 2014 FIFAワールドカップ
  - 2022 FIFAワールドカップ

### 試合数
- 国際Aマッチ 62試合 3得点（2012年-）[17]

| オランダ代表 | 国際Aマッチ | 国際Aマッチ |
| 年           | 出場        | 得点        |
| ------------ | ----------- | ----------- |
| 2012         | 2           | 0           |
| 2013         | 7           | 0           |
| 2014         | 16          | 2           |
| 2015         | 5           | 1           |
| 2016         | 0           | 0           |
| 2017         | 3           | 0           |
| 2018         | 4           | 0           |
| 2019         | 0           | 0           |
| 2020         | 6           | 0           |
| 2021         | 12          | 0           |
| 2022         | 4           | 0           |
| 2023         | 3           | 0           |
| 2024         |             |             |
| 通算         | 62          | 3           |

### 得点
| # | 開催日        | 開催地                                     | 対戦国   | スコア | 結果 | 大会                    |
| - | ------------- | ------------------------------------------ | -------- | ------ | ---- | ----------------------- |
| 1 | 2014年6月13日 | サルヴァドール、アレーナ・フォンチ・ノヴァ | スペイン | 1–3    | 1–5  | 2014 FIFAワールドカップ |
| 2 | 2014年9月9日  | プラハ、ゼネラリアレーナ                   | チェコ   | 1–1    | 2–1  | UEFA EURO 2016予選      |
| 3 | 2015年3月31日 | アムステルダム、アムステルダム・アレナ     | スペイン | 1–0    | 2–0  | 親善試合                |

## タイトル

### クラブ
ラツィオ
- スーペルコッパ・イタリアーナ：2017

インテル
- セリエA：2020-21, 2023-24
- スーペルコッパ・イタリアーナ：2022, 2023, 2024
- コッパ・イタリア：2021-22, 2022-23

### 個人
- Thorbecke Sporttalent：2009[18]
- FIFAワールドカップ ベストイレブン：2014
- セリエA年間最優秀DF賞：2019-20